# Дубневич Ярослав Васильович
Ярослав Васильович Дубне́вич (нар. 7 серпня 1969 р., с. Зубра Пустомитівського району Львівської області) — народний депутат України VII—IX скликань. Член фракцій УДАР (2012—2014), БПП (2014—2019) та «За майбутнє» (2019—дотепер). Фігурує в численних антикорупційних рослідуваннях. 2019 року позбавлений депутатської недоторканності та обвинувачений у кримінальній справі щодо привласнення грошей Укрзалізниці. Молодший брат політика Богдана Дубневича.
Народний депутат Верховної Ради VIII скликань, входив до складу фракції Блоку Порошенка. Колишній голова Комітету з питань транспорту.
Народний депутат IX скликання. Член депутатської групи «За майбутнє». Голова підкомітету з питань медичної техніки та медичного транспорту Комітету ВРУ з питань здоров'я нації, меддопомоги та медстрахування. З листопада 2023 року перебуває в міжнародному розшуку.

## Біографія

### Освіта
1999—2004 — навчався у Львівській політехніці (магістр з менеджменту за спеціальністю «Менеджмент зовнішньоекономічної діяльності»).
2003—2005 — навчався в Дніпропетровському інституті залізничного транспорту (магістр за спеціальністю «Облік і аудит»).

### Трудова діяльність
- 1987 — після закінчення взуттєвого училища № 32 працює в Пустомитівському райпобуткомбінаті пресувальником, згодом бригадиром пресувальників.
- 1989 — започаткував кооператив з виготовлення взуття.
- 1993 — помічник голови сільськогосподарського виробничого підприємства «Львівське», головою якого був його брат Богдан.
- 1990—2008 — займав керівні посади у комерційних структурах.
- 2008—2011 — представник Укрзалізниці в Секретаріаті ВРУ.
- 2011—2012 — президент ТзОВ «Корпорація КРТ».

### Політика
2002—2006 — депутат Пустомитівської районної ради, заступник голови бюджетного комітету.
2006—2010 — депутат Львівської обласної ради, заступник голови фракції БЮТ, член постійної депутатської комісії з питань майна.
2010—2012 — вдруге обраний депутатом Львівської обласної ради, по Городоцькому виборчому округу, та є членом комісії з питань бюджету, соціально-економічного розвитку та комунальної власності.
2012—2014 — народний депутат Верховної Ради України VII скликання. На парламентських виборах 2012 р. був обраний народним депутатом України по одномандатному мажоритарному виборчому округу № 120. За результатами голосування переміг, набравши 47,04 % голосів виборців. Самовисування. Єдиний кандидат-самовисуванець, що здобув депутатський мандат на Львівщині, перемігши в виборчих перегонах по округу № 120 кандидата об'єднаної опозиції Тетяну Чорновол.
Після виборів Ярослав Дубневич заявив про намір вступити у фракцію «УДАРу», а Павло Розенко, депутат Верховної Ради України 7-го скликання по списку «УДАРу» за № 10, підтвердив його присутність на зборах депутатів Верховної Ради від партії «УДАР», хоча заперечив факт прийняття у фракцію, оскільки цього питання на зборах не розглядали. 11 грудня 2012 року наявність заяви Дубневича на вступ у фракцію «УДАРу», з посиланням на «5 канал», підтвердив і сайт «Українська правда».
3 27 листопада 2014 року — народний депутат Верховної Ради України VIII скликання. На позачергових виборах до Верховної Ради, які відбулися 26 жовтня 2014 року, Ярослав Дубневич переміг на одномандатному виборчому окрузі № 120 (Львівська область), набравши 60,1 % голосів виборців. Член депутатської фракції Блоку Петра Порошенка. 4 грудня 2014 року очолив Комітет Верховної Ради України з питань транспорту.
Член групи з міжпарламентських зв'язків з Угорщиною, член групи з міжпарламентських зв'язків з Кувейтом, член групи з міжпарламентських зв'язків з Йорданією, член групи з міжпарламентських зв'язків з Індонезією.
Виступив одним із ініціаторів створення Державного дорожнього фонду, метою якого було створення механізму розподілення фінансових надходжень, які спрямовуються на ремонт доріг в країні. Відповідний законопроєкт був прийнятий парламентом у листопаді 2016 року.

## Розслідування
Журналістські розслідування свідчили, що компанії, пов'язані з Дубневичем і його братом Богданом, постійно вигравали тендери на постачання запчастин для Укрзалізниці. Тільки за 2016 рік державна компанія закупила в них товарів на 1 млрд грн. Сумніви в їхній необхідності висловлював міністр інфраструктури Володимир Омелян. При цьому в самих тендерах могла бути присутня корупційна складова.
У Львові був бізнес-партнером Петра Колодія, який звинувачувався у зв'язках із криміналом.
17 жовтня 2019 року генпрокурор Руслан Рябошапка подав до НАБУ та САП заяви щодо притягнення Дубневича до кримінальної відповідальності, звинувативши його у привласненні 93 млн грн Укрзалізниці.
Також проти Дубневича розглядається інша справа, згідно з якою Рябошапка планує висунути йому звинувачення, це неправдиве декларування відомостей про статки.
31 жовтня 2019 року недоторканність було знято 241 голосом у Раді та 229 голосами було підтримано його арешт. Згодом, 2 листопада, Вищий антикорупційний суд обрав Дубневичу, фігуранту 41 антикорупційного розслідування запобіжний захід у вигляді застави розміром 100 млн грн, 7 листопада суму було зменшено до 90 млн.
8 листопада 2019 року за Дубневича було внесено 90 млн грн застави й відпущено з-під варти.
22 квітня 2020 року антикорупційна прокуратура завершила досудове розслідування у справі Дубневича та тендерів «Укрзалізниці», й передала матеріали кримінального провадження на ознайомлення фігурантам.
11 жовтня 2023 року НАБУ вручило Дубневичу та п'ятьом іншим людям підозру в розкраданні газу на 2,1 млрд грн. За даними слідства, протягом 2013—2017 років він організував схему крадіжки газу підконтрольними йому службовими особами Новояворівської та Новороздільської ТЕЦ.
17 жовтня 2023 року НАБУ оголосило Дубневича у розшук. Його підозрювали в заволодінні майном держави на 2,1 млрд грн. У жовтні колегія суддів ВАКС після неявки Ярослава до суду, постановила привести його до суду детективами НАБУ для розгляду справи про розкрадання 93 млн грн Укрзалізниці та сплати штрафу.
8 жовтня, як заявили у Спеціалізованій антикорупційній прокуратурі, Дубневич виїхав з України до Румунії. 2 листопада колегія суддів ВАКС задовольнила клопотання прокурора САП, оголосивши Дубневича в міжнародний розшук. 14 листопада ВАКС заочно обрав запобіжний захід Дубневичу у вигляді тримання під вартою.
У квітні 2024 року від Європейського поліцейського управління (Європол) стало відомо, що дані про перетин Дубневичем кордону не відповідали дійсності.

## Відзнаки та нагороди
- Заслужений працівник транспорту України (2008).
- орден Святого Архістратига Михаїла ІІ ступеня (УПЦ МП)
- орден Святого Рівноапостольного Великого князя Володимира І ступеня (УПЦ МП)

## Родина
- Одружений, разом із дружиною Наталією виховує дочку Роксолану та сина Юрія.

- Старший брат — Богдан Дубневич, народний депутат України.